# Кайль (город в Германии)
Кайль (нем. Kail) — община в Германии, в земле Рейнланд-Пфальц.
Входит в состав района Кохем-Целль. Подчиняется управлению Трайс-Карден. Население составляет 292 человека (на 31 декабря 2010 года). Занимает площадь 6,15 км².